# Editura Cartea de Nisip
Cartea de Nisip este singura editură din România specializată pe apariții din domeniul rock/heavy metal. A fost fondată în 1995 la Ploiești de către Dănuț Ivănescu și Iulian Dorobanțu. În perioada 2000-2008 a editat revista Heavy Metal Magazine, cea mai longevivă publicație românească de profil. 

## Colecții
- „Rebel”
- „Rock live”
- „Metal Lexicon”